# Secret Level
Secret Level è una serie antologica animata per adulti creata da Tim Miller per Amazon Prime Video. È prodotta dal suo Blur Studio in collaborazione con Amazon MGM Studios, con Dave Wilson come produttore esecutivo e supervisore alla regia. La serie è composta da quindici episodi, ciascuno ambientato in un diverso universo videoludico.
Il cast vocale include Arnold Schwarzenegger, Patrick Schwarzenegger, Kevin Hart, Laura Bailey, Heaven Hart, Keanu Reeves, Gabriel Luna, Ariana Greenblatt, Adewale Akinnuoye-Agbaje, Michael Beach, Emily Swallow e Claudia Doumit.
La serie è stata commissionata da Amazon nell'agosto 2024 e presentata per la prima volta al Gamescom nello stesso mese. I primi otto episodi sono stati distribuiti in tutto il mondo il 10 dicembre 2024, mentre i restanti sette episodi sono stati pubblicati il 17 dicembre 2024. L'episodio dedicato a Pac-Man è servito come promozione per l'imminente gioco Shadow Labyrinth. A dicembre 2024, la serie è stata rinnovata per una seconda stagione.

## Produzione
Tim Miller ricopre il ruolo di produttore esecutivo attraverso il suo Blur Studio, il quale funge da società di produzione insieme ad Amazon MGM Studios. Dave Wilson, produttore esecutivo e regista supervisore, ha precedentemente collaborato con Miller in progetti come Love, Death & Robots e ha diretto il film Bloodshot nel 2020. La sua esperienza nel campo dell'animazione e degli effetti visivi ha contribuito significativamente alla realizzazione di Secret Level.
La serie è stata realizzata utilizzando l'Unreal Engine, un potente motore grafico sviluppato da Epic Games. seljami mustafi Questo ha permesso di creare episodi con una qualità visiva paragonabile a quella dei giochi AAA.
Dopo la produzione, ma prima dell'uscita della serie, il gioco Concord è stato pubblicato, ma ritirato dal mercato da Sony entro due settimane a causa di basse vendite e scarso numero di giocatori. Miller ha dichiarato che non hanno preso in considerazione l'idea di rimuovere l'episodio dedicato a Concord, in parte per rispetto al lavoro già svolto, e che alcuni degli altri episodi presentano giochi non ancora pubblicati.
I quindici cortometraggi animati, autonomi, sono basati sui seguenti videogiochi e franchise:
|    | Videogioco                                   | Franchise          |
| -- | -------------------------------------------- | ------------------ |
| 1  | Dungeons & Dragons - La culla della regina   | Dungeons & Dragons |
| 2  | Sifu - Una vita intera                       | Sifu               |
| 3  | New World - Il re del passato e del futuro   | New World          |
| 4  | Unreal Tournament: Xan                       | Unreal Tournament  |
| 5  | Warhammer 40.000 - Non conosceranno la paura | Warhammer 40.000   |
| 6  | Pac-Man - Il circolo                         | Pac-Man            |
| 7  | Crossfire - Buoni e cattivi                  | Crossfire          |
| 8  | Armored Core - Gestione risorse              | Armored Core       |
| 9  | The Outer Worlds - La compagnia che teniamo  | The Outer Worlds   |
| 10 | Mega Man - Inizio                            | Mega Man           |
| 11 | Exodus - Odissey                             | Exodus             |
| 12 | Spelunky - Tally                             | Spelunky           |
| 13 | Concord - La leggenda dell'Implacabile       | Concord            |
| 14 | Honor of Kings - Il destino di tutte le cose | Honor of Kings     |
| 15 | Playtime - La consegna                       | PlayStation        |

## Promozione
È stata annunciata ufficialmente il 14 agosto 2024 da Amazon Prime Video e presentata in anteprima durante il Gamescom il 20 agosto. In questa occasione è stato pubblicato un trailer che includeva brevi estratti da tutti gli episodi, attirando immediatamente l'attenzione degli appassionati di videogiochi e animazione.
Tra i momenti più discussi della presentazione vi è stato l'episodio dedicato a Armored Core, il cui protagonista ha generato speculazioni per la sua somiglianza con Keanu Reeves. Inizialmente, Prime Video non ha fornito dettagli sul casting, ma secondo ComicBook.com, i social media di Armored Core sono stati inondati di commenti sul presunto coinvolgimento dell'attore. Wesley Yin-Poole di IGN ha ipotizzato che, se il personaggio non fosse stato effettivamente interpretato da Reeves, l'attore avrebbe potuto richiedere royalties per la somiglianza. Ali Jones di GamesRadar+ ha invece suggerito che il personaggio avrebbe potuto rappresentare “un uomo con tratti vagamente simili”, ma ha aggiunto che l'enfasi data a questa immagine sui social faceva pensare a una connessione diretta con Reeves.
Ad ottobre 2024 è arrivata la conferma ufficiale: Keanu Reeves faceva parte del cast, insieme a nomi di rilievo come Arnold Schwarzenegger, Patrick Schwarzenegger, Kevin Hart, Heaven Hart, Gabriel Luna, Ariana Greenblatt, Adewale Akinnuoye-Agbaje, Michael Beach, Emily Swallow e Claudia Doumit.
La campagna promozionale della serie è stata attentamente progettata per coinvolgere i fan dei videogiochi, con contenuti esclusivi, teaser e collaborazioni con franchise iconici. Un esempio è l'episodio "Pac-Man - Il circolo", utilizzato anche per promuovere il videogioco Shadow Labyrinth, previsto per il 2025. Inoltre, l'uscita del trailer finale è stata sincronizzata con importanti eventi del settore, come il Tokyo Game Show, ampliando la visibilità globale della serie.
La promozione è stata ulteriormente arricchita da interviste con il creatore Tim Miller e il cast vocale, che hanno approfondito il processo creativo e l'ispirazione dietro Secret Level. Questi interventi sono stati affiancati da dietro le quinte che illustravano il meticoloso lavoro degli animatori e doppiatori.

## Episodi
I primi otto episodi sono stati distribuiti in tutto il mondo il 10 dicembre 2024, mentre i restanti sette episodi  seljami mustafi sono stati pubblicati il 17 dicembre 2024.
| No. | Titolo                                       | Regia                                                     | Scritto da                                                                 | Studio d'animazione             |
| --- | -------------------------------------------- | --------------------------------------------------------- | -------------------------------------------------------------------------- | ------------------------------- |
| 1 | Dungeons & Dragons: The Queen's Cradle       | Maxime Luère, Léon Bérelle, Dominique Boidin, Rémi Kozyra | K.D. Dávila (soggetto), Brooke Bolander e Levin Menekse (sceneggiatura)    | Unit Image (Francia)            |
| Trama Un gruppo di avventurieri si unisce per salvare Solon, un giovane tormentato da una presenza oscura. Guidati dall'elfa paladina Mora, il gruppo si dirige verso la fortezza del drago Oriel. Questo potente drago assorbe la voce da Solon, mentre gli altri sconfiggono l'esercito. |                                              |                                                           |                                                                            |                                 |
| Cast SOLON: Noah Manzoor (voce italiana Lorenzo D'Agata), MORA: Madeleine Knight (Rossa Caputo), TALLY: Laura Wohlwend (voce italiana Joy Saltarelli), LUZUM: Delroy Atkinson (voce italiana Riccardo Lombardo), AHOKAL: Umulisa Gahiga (voce italiana Perla Liberatori), ORIEL: Paul Ridley (voce italiana Gianpaolo Caprino), TIAMAT: Rita Estevanovich e Tracy Wiles |                                              |                                                           |                                                                            |                                 |
| 2 | Sifu - Una vita intera                       | László Ruska                                              | Rich Larson                                                                | Digic Pictures (Ungheria)       |
| Trama Un giovane artista marziale in cerca di vendetta per l'uccisione di suo padre, durante il suo percorso, affronta numerosi avversari all'interno di un club. Ogni volta che viene sconfitto, ha la capacità di resuscitare grazie a un misterioso talismano, ma ogni resurrezione lo fa invecchiare progressivamente. |                                              |                                                           |                                                                            |                                 |
| Cast MC GIOVANE: Parry Shen (voce italiana Matteo Garofalo), MC ANZIANO: Ping Wu (voce italiana Pino Ammendola), MC BAMBINO: Rae Lim (voce italiana Ciro Clarizzo), LI: Lydia Look (voce italiana Mirta Pepe), SEAN: Nelson Lee (voce italiana Emiliano Reggente), LADRO: Feodor Chin (voce italiana Raffaele Proietti) |                                              |                                                           |                                                                            |                                 |
| 3 | New World - Il re del passato e del futuro   | Maxime Luère, Léon Bérelle, Dominique Boidin, Rémi Kozyra | J.T. Petty e Philip Gelatt                                                 | Unit Image (Francia)            |
| Trama Re Aelstrom, un sovrano che naufraga sull'isola di Aeternum, un luogo misterioso dove gli abitanti sono immortali. Determinato a ottenere il controllo dell'isola, Aelstrom affronta numerose sfide e sconfitte, sfruttando l'immortalità per rinascere ogni volta e continuare la sua missione. |                                              |                                                           |                                                                            |                                 |
| Cast RE AELSTROM: Arnold Schwarzenegger (voce italiana Edoardo Stoppacciaro), SCAEVOLA: Steven Pacey (voce italiana Pino Ammendola), RE ZIMAH: Gabriel Luna (voce italiana Andrea Lavagnino), URDA: Arazou, STREGONE: Carlo Rota (voce italiana Saverio Indrio), AIUTANTE DI ZIMAH: Dana Haqjoo (voce italiana Raffaele Palmieri) |                                              |                                                           |                                                                            |                                 |
| 4 | Unreal Tournament: Xan                       | Franck Balson                                             | Justin Rhodes                                                              | Blur Studio (USA)               |
| Trama Dean e Parker fanno parte del Mech Team Alpha, operano come supervisori presso la Liandri Mining Facility, dove robot minatori lavorano su asteroidi. Il loro compito è gestire questi robot, spesso soggetti a condizioni pericolose. Uno dei robot sviluppa autocoscienza e osserva come gli umani continuino a inviare nuovi robot per sostituire quelli distrutti. Questo porta a una ribellione dei robot, culminando in una serie di battaglie nell'arena di Unreal Tournament. |                                              |                                                           |                                                                            |                                 |
| Cast GAMEMASTER: Élodie Yung (voce italiana Veronica Puccio), PARKER: Chris Payne Gilbert (voce italiana Ruggero Andreozzi), DEAN KENDRICK: Mitch Eakins (voce italiana Fabrizio Dolce), CAPITANO NECRIS: Gideon Emery (voce italiana Andrea Lavagnino), IL TECNICO: Carlin James (voce italiana Matteo Garofalo) |                                              |                                                           |                                                                            |                                 |
| 5 | Warhammer 40.000 - Non conosceranno la paura | Dave Wilson                                               | J.T. Petty e Justin Rhodes                                                 | Blur Studio (USA)               |
| Trama Un gruppo di Space Marines, guidato dal sergete Metaurus, nel quale é presente anche il tenente Titus, viene inviato su un pianeta infestato da forze del Caos. La loro missione è distruggere un antico manufatto eretico, l'Apostate Relic, per permettere un bombardamento orbitale che purifichi il pianeta. Durante l'operazione, i Marines affrontano orde di nemici e potenti entità demoniache. |                                              |                                                           |                                                                            |                                 |
| Cast SERG. METAURUS: Adewale Akinnuoye-Agbaje (voci italiana Dario Oppido), TEN. TITUS: Clive Standen (voce italiana Marco Vivio), TITUS da bambino: Ben Plessala (voce italiana Ciro Clarino) |                                              |                                                           |                                                                            |                                 |
| 6 | Pac-Man - Il circolo'                        | Víctor Maldonado, Alfredo Torres                          | J.T. Petty                                                                 | Illusorium (Spain)              |
| Trama Un umanoide si risveglia in un ambiente di laboratorio, guidato da un'entità chiamata Puck che lo identifica come il “Prescelto” destinato a fuggire da un labirinto. Armato di una spada, l'umanoide attraversa una giungla popolata da frutti e creature ostili, seguendo le istruzioni di Puck per sopravvivere e avanzare nel labirinto. Durante il percorso, deve evitare spettri minacciosi e affrontare sfide sempre più difficili, con l'obiettivo di trovare una via d'uscita. |                                              |                                                           |                                                                            |                                 |
| Cast PUCK: Emily Swallow (voce italiana Francesca Fiorentini), SPADACCINO: Aleks Le (voce italiana Andrea Oldani) |                                              |                                                           |                                                                            |                                 |
| 7 | Crossfire - Buoni e cattivi                  | Damian Nenow, Dave Wilson                                 | Philip Gelatt (soggetto), Russ Linton (sceneggiatura)                      | Platige Image (Polonia)         |
| Trama Due fazioni di mercenari, Black List e Global Risk, si scontrano in una città devastata da un uragano di livello 3. Mentre i Black List sono incaricati di trasportare un cliente misterioso oltre il confine, i Global Risk hanno l'obiettivo di fermarli, portando a una serie di intensi conflitti a fuoco. Entrambe le squadre sono convinte di agire per una causa giusta, mettendo in discussione il concetto di bene e male. |                                              |                                                           |                                                                            |                                 |
| Cast CROSS:Ricky Whittle (voce italiana Andrea Mete), LAYLA: Claudia Doumit (voce italiana Elena Perino, MAHLER: Matt Peters (voce italiana Alessio Cigliano, FITZ: Samuel Roukin (voce italiana Gabriele Sabatini, CABRERA: Jessica Camacho (voce italiana Elena Fiorenza), MASON: Jake Matthews (voce italiana Marcello Gobbi), JEFFREY: Aidan Bristow (voce italiana Guido Di Naccio), CECCHINO GLOBAL RISK: Piotr Michael (voce italiana Gabriele Vender). |                                              |                                                           |                                                                            |                                 |
| 8 | Armored Core - Gestione risorse              | Dave Wilson                                               | Peter Watts (soggetto), J.T. Petty (sceneggiatura)                         | Digic Pictures (Ungheria)       |
| Trama Un leggendario pilota di mech opera in un mondo di frontiera congelato. Durante la sua ultima missione, scopre che questa potrebbe essere la chiave per affrontare i demoni personali che lo perseguitano da decenni. |                                              |                                                           |                                                                            |                                 |
| Cast Keanu Reeves, Erin Yvette, Patrick Schwarzenegger, Temuera Morrison, Steve Blum |                                              |                                                           |                                                                            |                                 |
| 9 | The Outer Worlds                             | Bengt-Anton Runsten                                       | Heather Anne Campbell (soggetto), Siobhán Carroll (sceneggiatura)          | Goodbye Kansas Studios (Svezia) |
| Trama Amos, un giovane di Argos, si offre volontario per test sperimentali presso la stazione di Numa, gestita da Auntie Cleo. Qui ritrova Felicity, una vecchia amica d'infanzia, ora scienziata ambiziosa pronta a compiere scelte discutibili per il successo, mettendo Amos di fronte a un dilemma etico. |                                              |                                                           |                                                                            |                                 |
| Cast Brenock O'Connor, Raffey Cassidy, Fenella Woolgar, Joanne Henry, Jamie Treacher |                                              |                                                           |                                                                            |                                 |
| 10 | Mega Man - L'inizio                          | Dave Wilson, Alex Beaty                                   | Jeff Juhasz                                                                | Illusorium (Spagna)             |
| Trama Rock, assistente robotico del Dr. Light, si trasforma in Mega Man per fermare i robot ribelli controllati dal Dr. Wily. Dopo aver sconfitto Bomb Man, Rock adotta l'iconica armatura blu e si prepara ad affrontare gli altri Robot Masters per salvare l'umanità. |                                              |                                                           |                                                                            |                                 |
| Cast Alkaio Thiele, Rick Overton |                                              |                                                           |                                                                            |                                 |
| 11 | Exodus and Odyssey                           | Alex Beaty                                                | Tim Miller                                                                 | Blur Studios (USA)              |
| Trama Mari Hanson lascia il pianeta Lidon per esplorare la galassia con Rafe Sabatine, in cerca di manufatti che possano salvare il suo mondo. Durante il viaggio, la dilatazione temporale crea un divario con suo padre Nik, che intraprende un pericoloso viaggio per ritrovarla. |                                              |                                                           |                                                                            |                                 |
| Cast Nikko Austen-Smith, Michael Beach, Lily Cowles, Courtenay Taylor, Christopher Sean, Paul Nakauchi |                                              |                                                           |                                                                            |                                 |
| 12 | Spelunky: Tally                              | Emily Dean                                                | Tamsyn Muir                                                                | Illusorium (Spain)              |
| Trama Ana è una giovane esploratrice di caverne alla ricerca di tesori. In questo universo, gli avventurieri che perdono la vita durante le spedizioni rinascono, mantenendo i ricordi delle avventure precedenti. Con il tempo, Ana inizia a sentirsi scoraggiata dalle continue morti e rinascite, percependo una certa futilità nel suo operato. Tuttavia, grazie alle parole di un compagno più esperto, riscopre la bellezza e l'unicità di ogni esperienza. |                                              |                                                           |                                                                            |                                 |
| Cast Ariana Greenblatt, Merle Dandridge |                                              |                                                           |                                                                            |                                 |
| 13 | Concord: La leggenda dell'Implacabile        | Patrick Osborne                                           | Rachael K. Jones (soggetto), J.T. Petty e Christian Taylor (sceneggiatura) | Axis Studios (Scozia)           |
| Trama Nonostante il disastroso lancio iniziale di Concord – un gioco che ha richiesto più di 400 milioni di dollari e otto anni di sviluppo, per poi essere ritirato entro due settimane dal lancio – Secret Level riesce a creare molto interesse attorno al gioco e alla sua storia L'equipaggio dell'Implacable si trova in una situazione disperata, sotto il tiro della Gilda, proprietaria esclusiva delle mappe e unici gestori delle rotte commerciali nello spazio. Con l'invenzione dei viaggi a velocità luce, l'intero universo è diventato accessibile, ma solo per coloro che sanno come navigarlo. Tuttavia, l'Implacable riesce a rubare una di queste mappe e a trasmetterla rendendola scaricabile da chiunque. |                                              |                                                           |                                                                            |                                 |
| Cast Leah Harvey, Arthur Lee, Max Rinehart, Dimitri Abold, Rachel Handshaw, Laura Bailey, Darin DePaul, Louis Martin, Derek Phillips, Kerry Gutierrez |                                              |                                                           |                                                                            |                                 |
| 14 | Honor of Kings - Il destino di tutte le cose | Csaba Vicze                                               | S.L. Huang (soggetto), J.T. Petty (sceneggiatura)                          | Digic Picture (Ungheria)        |
| Trama Yi Xing, un giovane prodigio orfano che vive nella città di Chang'an, governata dall'intelligenza artificiale Tiangong. La città, un tempo prospera, sta decadendo a causa del deterioramento di Tiangong. Determinato a scoprire la verità sulla morte dei suoi genitori e a salvare Chang'an, Yi Xing sfida Tiangong a una partita di Weiqi (conosciuto come Go). |                                              |                                                           |                                                                            |                                 |
| Cast Aleks Le, Nelson Lee, Victor Chao, Lee Shorten, Joy Osmanski |                                              |                                                           |                                                                            |                                 |
| 15 | Playtime - La consegna                       | István Zorkóczy, Dave Wilson                              | Rich Larson (soggetto), J.T. Petty (sceneggiatura)                         | Digic Picture (Ungheria)        |
| Trama O è una corriere accompagnata dal suo assistente AI, Buddibot. Intrappolata in una routine monotona di consegne e aggiornamenti virtuali insignificanti, O cerca un senso nella sua vita. L'incontro con Johnny, che le affida un misterioso pacco chiamato “Il Conduit”, la spinge in un'avventura fuori dall'ordinario. Durante il viaggio, O affronta varie sfide, tra cui l'apparizione di personaggi iconici del mondo PlayStation, come Kratos e Sackboy. Queste esperienze la portano a riscoprire la gioia e la creatività legate al mondo dei videogiochi, rompendo la monotonia che la opprimeva. |                                              |                                                           |                                                                            |                                 |
| Cast Heaven Hart, Kevin Hart, Jonny Cruz, Christopher Judge, Andrew Morgado, Fred Tatasciore, Mara Junot |                                              |                                                           |                                                                            |                                 |

## Accoglienza
La serie ha ricevuto recensioni contrastanti dalla critica. Alcuni recensori hanno elogiato la qualità artistica descrivendo la serie come “artisticamente ineccepibile”, ma hanno sottolineato mancanza di audacia nelle storie presentate. È stata riconosciuta l'ambizione del progetto ma è stato espresso il desiderio di un maggiore coinvolgimento emotivo. Altre opinioni hanno lodato la serie per la sua capacità di onorare i videogiochi con tatto, trasferendone l'essenza in capitoli visivamente spettacolari e di grande impatto emotivo, definendola “un'esplosione immaginifica”.

## Riconoscimenti
La serie ha ricevuto una nomination alla 23ª edizione dei Visual Effects Society Awards per la categoria Miglior Personaggio Animato in un Episodio, Spot Pubblicitario, Cinematica di Gioco o Progetto in Tempo Reale (Outstanding Animated Character in an Episode, Commercial, Game Cinematic, or Real-Time Project).